# NSU 6/12 PS
Der NSU 6/12 PS war ein PKW der unteren Mittelklasse, den die Neckarsulmer Fahrzeugwerke Aktiengesellschaft in den Jahren 1907 bis 1909 bauten. Es war der Nachfolger des 6/10 PS.
Der wassergekühlte Motor war ein Vierzylinder-Blockmotor mit einem Hubraum von 1540 cm³ (Bohrung × Hub = 70 × 100 mm), der 13 PS (9,6 kW) bei 1500/min leistete. Dieser Motor hatte eine dreifach gelagerte Kurbelwelle, eine Magnetzündung, eine automatische Zentralschmierung und stehende Ventile in einem T-Zylinderkopf. Die Kraft wurde über eine Lamellenkupplung im Ölbad, ein Dreiganggetriebe mit rechts angebrachter Kulissenschaltung und eine Kardanwelle auf die Hinterräder übertragen. Der Radstand der Wagen betrug nun einheitlich 2635 mm, ihre Spurweite unverändert 1150 mm und das Gewicht des Fahrgestells 600 kg. Die Höchstgeschwindigkeit lag bei etwa 60 km/h.
Im Jahre 1910 ersetzte der 6/14 PS dieses Modell.